# Breezer B400
Der Breezer B400 (anfangs als Aerostyle Breezer, zwischenzeitlich in einzelnen Modellvariationen als Breezer B600 vermarktet) ist ein aerodynamisch gesteuertes Leichtflugzeug, das als Ultraleichtflugzeug, Experimental oder Light Sport Aircraft klassifiziert ist. Seit der letzten konstruktiven Überarbeitung wird es unter der Bezeichnung Breezer B400-6 vertrieben. Als Triebwerk kommt ein Rotax 912 ULS mit 100 PS Leistung zum Einsatz.
Der B400 ist als Allround-Flugzeug bekannt, das als verhältnismäßig kostengünstiges Flugzeug auch für die Pilotenausbildung (Luftfahrerschein für Luftsportgeräteführer oder Privatpilotenlizenz in der Echo-Klasse) zum Einsatz kommt.

## Geschichte
Der Ingenieur Ralf Magnussen entwickelte die erste Version des Aerostyle Breezer in den 1990er Jahren; der Erstflug des Prototyps fand am 27. Dezember 1999 statt. Als Motor verwendete Magnussen einen BMW-Boxermotor mit Freilaufnabe. Zunächst wurden wenige Exemplare des Flugzeugs gebaut oder als Selbstbaukästen ausgeliefert (teilweise von Comco Ikarus vertrieben), sodass verschiedene Ausführungen mit unterschiedlichen Motorisierungen und Ausstattung entstanden.
Im Jahr 2006 übernahm der Unternehmer Dirk Ketelsen das Start-Up-Unternehmen, gründete ein neues Unternehmen (Breezer Aircraft) mit Sitz in Bredstedt und begann die Serienfertigung des Flugzeugs. Es wurden diverse Modelle für unterschiedliche Anwendungsfälle konstruiert und angeboten – zunächst unter der Bezeichnung Aerostyle Breezer, später dann spezifischer als Modellreihe Breezer B400. Zwischenzeitlich existierten auch andere Modellbezeichnungen (wie Breezer B600 für das Modell mit 600 kg maximaler Abflugmasse), die von Breezer Aircraft inzwischen aber aufgegeben und vereinheitlicht wurden. Die im Februar 2024 angebotenen Versionen tragen die einheitliche Bezeichnung Breezer B400-6. Die letzte Überarbeitung bestand aus einem verstärkten Hauptholm, andere Materialstärken bei einigen Rippen sowie Verstärkungen im Bereich des Höhenleitwerks und der Holmtraverse.
In Deutschland kann die B400 in leicht unterschiedlichen Varianten als Ultraleichtflugzeug (mit 600 kg maximaler Abflugmasse) sowie als Leichtflugzeug der Echo-Klasse zugelassen werden.

## Konstruktion und technische Daten
Der Breezer ist ein zweisitziger Tiefdecker, der komplett aus Aluminiumblechen gebaut wird. Als Triebwerk kommt ein Rotax 912 ULS mit 100 PS Leistung zum Einsatz.
Darüber hinaus wird der B400-6 als Schleppversion für den Flugzeugschlepp vertrieben. Zur UL-Version unterscheidet sich diese Variante durch verstärkte Elemente sowie eine geringere Überziehgeschwindigkeit auf Kosten einer geringeren maximalen Steigleistung. Neben dem B400-6 in der Schleppversion bietet Breezer seit Juli 2022 auch den Breezer B850 an, der speziell für den F-Schlepp konstruiert wurde. Der Breezer B400-6 in der Schleppversion kann Segelflugzeuge bis 650 kg schleppen, der B850 bis 850 kg.
|                               | Breezer B400-6 UL  | Breezer B400-6 Schleppversion |
| ----------------------------- | ------------------ | ----------------------------- |
| Besatzung                     | 1+1                | 1+1                           |
| Länge                         | 6,74 m             | 6,74 m                        |
| Spannweite                    | 8,03 m             | 8,04 m                        |
| Höhe                          | 2,12 m             | 2,12 m                        |
| Flügelfläche                  | 10,92 m²           | 10,92 m²                      |
| Leermasse                     | ca. 325 kg         | 305 kg                        |
| max. Startmasse               | 600 kg             | 600 kg                        |
| Triebwerk                     | Rotax 912          | Rotax 912                     |
| Triebwerksleistung            | 100 PS (ca. 70 kW) | 100 PS (ca. 70 kW)            |
| Überziehgeschwindigkeit       | 80 km/h            | 64 km/h                       |
| Höchstgeschwindigkeit         | 245 km/h           | 245 km/h                      |
| Reisegeschwindigkeit          | 200 km/h           | 200 km/h                      |
| maximale Steigrate            | 4,2 m/s            | 3,5 m/s                       |
| Tankinhalt                    | 76 l               | 76 l                          |
| Kraftstoffverbrauch           | 16 bis 18 l/h      | 14 bis 17 l/h                 |
| Startrollstrecke (TORA)       | 145 m              | min. 200 m                    |
| Landerollstrecke              | 170 m              | 140 m                         |
| max. Schleppgewicht F-Schlepp | nicht zugelassen   | 650 kg                        |